# Craseomys rufocanus
Craseomys rufocanus este o specie de rozătoare din subfamilia Arvicolinae. Trăiește în nordul Eurasiei, care include nordul Chinei, nordul Peninsulei Coreene și insulele Sakhalin și Hokkaidō. 

## Descriere
Craseomys rufocanus are spatele roșiatic și coastele gri. Are o lungime a capului și a corpului de circa 114–133 mm și o lungime a cozii de aproximativ 25–44 mm. Se distinge de șoarecele scurmător (Clethrionomys glareolus) prin faptul că în general este mai mare și are spatele roșiatic.

## Răspândire și habitat
Specia Craseomys rufocanus este nativă în nordul Europei și în Asia. Arealul său se extinde din Norvegia, Suedia și Finlanda spre est prin nordul Rusiei către Peninsula Kamcheatka. Include Munții Ural, Munții Altai, nordul Coreei, Insula Sakalin, Japonia, nordul Mongoliei și China.

## Biologie
Rozătoarele din specia Craseomys rufocanus se hrănesc cu iarbă, verdețuri mici, lăstarii și frunze de subarbuști.

## Stare de conservare
Specia Craseomys rufocanus a fost clasificată de Uniunea Internațională pentru Conservarea Naturii ca fiind o specie neamenințată cu dispariția. Acest lucru se datorează faptului că are un areal foarte larg și că nu au fost identificate amenințări deosebite pentru această specie.